# 久保田直子
久保田 直子（くぼた なおこ、1981年9月28日 - ）は、テレビ朝日アナウンサー。

## 来歴
東京都町田市出身。鷗友学園女子中学校・高等学校、立教大学社会学部卒業。

### 学生時代
小学生時代に転校を経験。5年生で中学受験について意識をし始める。
中学校・高等学校は陸上部に所属していた。高校時代はロータリークラブ交換留学生の試験に受かり、誰かに勧められたのではないところに行きたいと思い、フランスに1年間留学した。
日本に帰国後、一つ下の学年に合流してからの高校生活は初めはなかなかなじめず、昼休みになると元の学年のクラスに行っていた。しかし元の学年の友達に「もう来るな。これから一緒に過ごす子たちと仲良くなれなくなるから」と言われたが、実は友達は後輩に「直子をよろしくね」と言って回ってくれていたという。その後は一つ下の学年の子とも仲良くなり、にぎやかな学校生活を送っていた。
アナウンサーになりたいと意識したのは高校2年生の時。3年生になった元の同級生の送別会をやることになり、「私が送り出したい」という気持ちから司会をやったことがきっかけである。
大学に入学後は、1年生の時からアナウンススクールの日テレ学院に通う。両親には「東京がだめだったら、沖縄から北海道まで受け続けるからやらせてください」と宣言していた。
2002年度の準ミス立教に輝いた。ちなみに、この年のミス立教は後のフジテレビアナウンサーで、現在はフリーアナウンサーの本田朋子。愛読書でもあるJJでも2003年3月号に自身が掲載された。2003年正月の箱根駅伝中継では、当時法政大学の3年生だった鈴木奈穂子（現NHKアナウンサー）と共に箱根駅伝グッズ紹介コーナーのモデルとして出演した経歴がある。
大学4年次にはホノルルマラソンに参加し、完走した経歴もある。

### テレビ朝日に入社
大学卒業後の2005年4月1日、テレビ朝日入社。同期のアナウンサーは矢島悠子と中村昭治。
2007年東京マラソンに一般で応募し出走。

## 人物

### 趣味・特技
- ゴルフ：父の影響で大学時代から始めた[1]。

- ボウリング：高校生の時から1人ボウリングをしてきた[1]。

- パズル：昔からの趣味だが、一度始めるとあまり食べない寝ないでやり続けるため、親に止められていた[10]。

- 音楽：姉の影響で15歳から「UNICORN」が好きになり、曲を聴くようになった[11]。

- 絵画：好きな画家はクロード・モネ、エドゥアール・マネ。

- ボッチャ：テレビ朝日ボッチャ部に所属。[12]

### 家族
両親、姉が2人

### エピソード
- 小学5年生の頃、通っていた小学校の図書室に朝日小学生新聞が置いてあり読んでいたが、社会人になっても職場に小学生新聞が置いてあるので読むことがある[14]。

- 高校生の頃、グループで富士山の頂上を目指して登山中に盲腸が痛みだし、八合目ぐらいまで登ったものの自身はそれ以上登るのを止めた。その後、仲間が山頂から下りてくるのを待って一緒に下山し、手術した経験を持つ。[15]。

- 1年目に甲子園にリポートの研修に行くために宿泊する施設が対応に困る場所で、その場所は「風紀上よくない」という理由で久保田の世代で終了となった話を「マツコ＆有吉　かりそめ天国」（2018年11月14日放送）で明かした[16]。

- 久保田がテレビ朝日アスクのアナウンサー講座で講師をした時の生徒の一人が夏目三久[17]。「マツコ＆有吉　かりそめ天国2時間スペシャル」（2021年4月23日放送)で久保田は夏目と会うのが初めてと思っていたが、夏目が大学生の頃に会っていたことが判明する[18]。

- カラーコンタクトを常時着用している。「裸は見せられても、カラコンは取れない」と語っている[19]。

- 母から実家近くのツバメの巣の写真が送られてきたことがきっかけで、毎年近所にある巣を見守るのを楽しみにしている[20]。

- 日記を書いている[21]。

## 出演番組

### 現在
- マツコ&有吉 かりそめ天国（2017年4月5日 - ） - 進行
- 食ノ音色（2017年4月22日 - ） - ナレーター
- バスケ☆FIVE 日本バスケ応援宣言（2021年10月9日 - ） - ナレーター
- カクエキ!（2023年11月18日 - ） - 進行
- スーパーJチャンネル（2025年3月31日 - ） - news BOX プレゼンター(月曜から木曜まで) フィールドリポーター

その他、スポーツ中継各種

### 過去
- テレ朝チャンネルガイド「やじくぼ散歩」（テレ朝チャンネル・朝日ニュースター） - リポーター（矢島悠子と共演）
- GET SPORTS／ANN NEWS&SPORTS（日曜スポーツニュース部分） - 2006年4月 - 2008年9月
- 速報!甲子園への道（2005年度） - 関東広域圏向けローカル差し替え部
- 徳光&史朗の暴走おやじアナ（2005年度） - 「4代目・四の五の娘」
- be on TV（BS朝日 2005年10月 - 2007年3月）
- be ON AIR!（BS朝日 2007年4月 - 2008年3月）
- 地球まるごとTV（2009年10月 - 2010年3月）
- 題名のない音楽会（2007年4月 - 2010年3月） - アシスタント
- やじうまプラス
  - 火曜 ANNニュース及びニュースルーム担当（2007年4月3日 - 2010年6月29日）
  - 金曜2部芸能担当（2009年4月3日 - 2010年3月26日）
  - 金曜1部 曜日MC（2009年10月2日 - 2010年3月26日）
- スーパーモーニング（2007年4月 - 2010年7月） - 火曜・ニュースルーム担当
- 週刊おかずのクッキング（2006年9月 - 2011年3月） - アシスタント
- LEADER'S HOW TO BOOK ジョーシマサイト（2008年4月7日 - 2009年9月28日）- ナレーター
- ちい散歩 月1回木曜「矢島&久保田アナの流行もの散歩」（2010年4月15日 - 2012年4月12日、矢島悠子と共演）
- やじうまテレビ!（土曜版MC 2010年10月 - 2011年3月）
- スーパーJチャンネル（2010年7月 - 2011年3月） - フィールドキャスター
- スーパーベースボール（2006年度） - 「義田貴士の（秘）メジャー情報」パートナー
- 情報満載ライブショー モーニングバード!（2011年4月 - 2015年9月） - 情報キャスター
- 城島茂の週末ナビ ココイコ!（2011年10月 - 2012年3月） - 情報キャスター
- News Access（BS朝日）
- セレクションX
- 朝だ!生です旅サラダ 超拡大スペシャル（朝日放送制作、2013年12月28日） - 「ラッシャー板前の生中継」パートナー
- 大下容子ワイド!スクランブル（2015年9月28日 - 2025年5月28日） - ピックアップニュース 火曜・水曜、大下アナウンサーが休みの週はメインキャスター[22]
- リオデジャネイロオリンピック（2016年） - 現地リポーター[23]
- ラスアイ、よろしく!（2019年10月3日 - 2022年3月26日） - ナレーター
- タモリ倶楽部（2012年6月23日）本来の出演者としてではなく偶然収録現場付近に居合わせたため数分間のみ出演
- 裸の少年（2019年10月19日 - 2023年11月4日） - 進行
- 第74回全日本新体操選手権大会（CSテレ朝チャンネル2）（2021年12月18日） - 実況（人生初）
- 恋するアテンダー（2022年11月17日 - 2023年9月29日） - ナレーター
- 男子新体操 全国オンライン競技会（CSテレ朝チャンネル2）（2022年12月11日） - 進行
- 修造&一茂のイミシン（2022年12月 - ） - 進行
- タモリ倶楽部（2023年2月4日）#1931 上手くできたら一人前!輝け!最難関テロップ“ゴールド”!?
- はい!テレビ朝日です #856 「題名のない音楽会」2800回記念（2023年2月26日）
- はい!テレビ朝日です #858 「題名のない音楽会」放送2800回記念「特別編」プロデューサーの仕事（2023年3月12日）
- ソレいる?六本木会議（2023年4月7日 - 9月29日）
- たまゆら喫茶 東海編（CSテレ朝チャンネル1）（2023年7月29日） - ゲスト
- テレメンタリー2023 彷徨い続ける同胞（2023年8月5日） - ナレーター
- ももクロちゃんと!（2023年8月6日、13日、20日、9月3日） - 進行
- 恋するシナリオ（2023年11月26日、12月3日） - 見届け人
- 世界スケートボード2023東京ストリート パリ五輪代表選考競技会 準決勝・決勝（2023年12月17日） - リポーター
- 激レアさんを連れてきた。（2024年2月5日、3月18日） - 研究助手
- 日本のチカラ 第380回 それでも歩き続ける 〜右手と両脚を失ったあの日〜（2024年4月27日） - ナレーター
- はい!テレビ朝日です #919 2年目のアナウンサー 1年の振り返りと2年目の抱負（前編）（2024年6月23日） 荒井理咲子 所村武蔵 二人の「新人アナウンサー研修」の内容、スケジュールを考えたのは研修幹事の平石・久保田、両アナウンサー
- 日本のチカラ 第392回 やる気だけが月謝 ～子どもの未来をひらく無料塾～（2024年7月20日） - ナレーター
- テレメンタリー2024 続・彷徨い続ける同胞（2024年8月17日） - ナレーター
- ここから世界へ!高校バスケ 日本で一番熱い冬～SoftBankウインターカップ直前SP～（2024年12月15日） - ナレーター
- テレメンタリーPlus 彷徨い続ける同胞（2025年3月9日） - ナレーター
- カネレーザー（2025年4月12日） - 進行

### テレビドラマ
- 名探偵の掟 第六章（2009年5月22日） - アナウンサー役
- 俺の空 刑事編 第3話（2011年10月30日） - リポーター役
- 遺留捜査（2012年） - 柏木りお
- テレビ朝日開局55周年記念番組 最も遠い銀河（2013年2月2日・3日）
- 必殺仕事人2014 (2014年) - 仕事料の分割払いを言い出す依頼人の夜鷹役
- 最強のふたり〜京都府警 特別捜査班〜 最終話（2015年9月10日） - 宮﨑摂子（看護師）役[24][25]
- テレビ朝日開局60周年記念2夜連続ドラマスペシャル 逃亡者（2020年12月5日・6日） - リポーター役
- 帰ってきたぞよ!コタローは1人暮らし（2023年5月20日） - S2 第6話 テレビ番組のリポーター役

### 映画
- 映画ドラえもん のび太と奇跡の島 〜アニマル アドベンチャー〜（2012年3月3日、東宝） - グルメちゃん 役（声の出演）
- 仮面ライダー×仮面ライダー ウィザード&フォーゼ MOVIE大戦アルティメイタム（2012年12月8日、東映） - アナウンサー 役
- クレヨンしんちゃん ガチンコ!逆襲のロボとーちゃん（2014年4月19日、東宝） - 久保田アナウンサー 役（声の出演）
- ゴーちゃん。〜モコとちんじゅうの森の仲間たち〜（2017年） - アナウンサー 役（声の出演）[26]
- ゴーちゃん。〜モコと氷の上の約束〜（2018年） - 高校生アナウンサー 役（声の出演）[27]

## イベント
- 東京スカイツリー Tree Village 来店者100万人突破記念式典（2013年5月18日）[28]
- 警視庁町田警察署 一日署長（2022年9月24日）[29][30]
- 町田市立南大谷小学校で出前授業「テレビ番組の舞台裏」[31]
- 『PJ ～航空救難団～』が航空自衛隊主催小牧基地の《航空祭》へ[32]